# Jancsovics István
Jancsovics István (Alberti, 1811. augusztus 10. – Szarvas, 1893. március 29.) evangélikus lelkész, utazó, szótáríró, pomológus.

## Élete
Jancsovics György és Farok Judit gyermeke. Tanulmányait Mezőberényben, Pozsonyban és Bécsben végezte. 1837-ben szarvasi rendes lelkész lett. 1848-ban kiadta az első magyar-szlovák-magyar szótárt. 1871-ben az Amerikai Egyesült Államokban utazott és ottani élményeit, az Uj Magyar Athenás szerint, hurkáti Tusculánumában szerkesztette s ki is adta.
Munkatársa volt többek között a Borászati Lapoknak is.

## Művei
- 1838 A pozsony-nagyszombati vasút. Társalkodó.
- 1843 Szarvasi lóhere. Magyar Gazda.
- 1843 A szarvasi egyszerű vontatógép. Magyar Gazda.
- 1846 Tapasztalatból merített tanács üszög ellen. Magyar Gazda.
- 1848 Madarská Mluvňica predložená slovensko-madarskjemu slovňiku vistavena... Szarvas, 1848.
- 1848/1863 Uj magyar-szláv és szláv-magyar szótár I-II. Szarvas/ Pozsony.
- 1864 Kirándulás Sztambulba az 1863. év. ápril havában. Pest.
- 1865 Repcze-termelés. Kertészgazda.
- 1868 Gyászbeszéd Blaskó Sámuelné felett. Pest.
- 1868 A gyümölcsészetről. Magyar orvosok és természetvizsgálók Munkálatai XII.
- 1868 A gyümölcsészet mint országos ügyy. Magyar orvosok és természetvizsgálók Munkálatai XIII.
- 1868 Gyümölcsészeti statisztika. Kertészgazda.
- 1871 Közöny a vallásban. Egyházi Reform.
- 1872 Utazás az éjszakamerikai szabad-államokban. Kertészgazda.
- 1873 Gyümölcsfák gondozása. Kertészgazda.
- 1873 A gyümölcsfák pusztítója, a furdancs. Kertészgazda.